# Vienna International Arbitral Centre
Das Vienna International Arbitral Centre (VIAC) wurde im Jahr 1975 als Internationale Schiedsinstitution der Wirtschaftskammer Österreich gegründet. Seine deutschsprachige Bezeichnung lautet Internationales Schiedsgericht der Wirtschaftskammer Österreich. Als eine der führenden Europäischen Schiedsinstitutionen administriert VIAC Schieds- und Mediationsverfahren (sowie andere ADR-Verfahren), indem es gegen Gebühr u. a. Verfahrensregeln zur Verfügung stellt, Parteien, Schiedsrichter und Mediatoren bei der Durchführung der Verfahren unterstützt, bei Bedarf Schiedsrichter oder Mediatoren bestellt oder über Ablehnungsanträge gegen Schiedsrichter entscheidet.

## Geschichte
Das Handelskammergesetz (HKG) 1946 berechtigte alle neun Landeskammern, ständige Schiedsinstitutionen zur Beilegung von Handelsstreitigkeiten einzurichten. Die entsprechenden Schiedsregeln wurden im Jahr 1949 erlassen. Nachdem sich in den frühen 1970er Jahren Österreich als Schiedsort für Ost/West-Handelsstreitigkeiten zu etablieren begonnen hatte, wurde im Jahr 1975 zusätzlich das Internationale Schiedsgericht der Wirtschaftskammer Österreich als Einrichtung für jene Streitigkeiten geschaffen, bei denen zum Zeitpunkt des Abschlusses der Schiedsvereinbarung zumindest eine Partei ihren Sitz oder gewöhnlichen Aufenthalt außerhalb Österreichs hatte bzw. bei denen es sich um Streitigkeiten internationalen Charakters handelte.
Bis 31. Dezember 2017 konnte demnach VIAC Schiedsverfahren nur dann verwalten, wenn mindestens eine Partei nicht aus Österreich war oder zumindest eine Streitigkeit internationalen Charakters vorlag (dies war so im Wirtschaftskammergesetz verankert). Für rein nationale Fälle waren die Ständigen Schiedsgerichte der Wirtschaftskammern der Länder zuständig, die eine eigene Schiedsgerichtsordnung hatten. Diese Doppelgleisigkeit wurde 2018 beseitigt.
Aufgrund der Novelle von § 139 Abs. 2 WKG (BGBl I Nr. 103/1998 idF BGBl I Nr. 73/2017) darf VIAC seit 1. Januar 2018 auch rein nationale Schiedsverfahren administrieren. Seit 1. Juli 2018 ist die Administration aller nationalen und internationalen Fälle bei VIAC gebündelt, d. h. die alten Schiedsgerichte der Landeskammern wurden durch Beschlüsse aufgelöst und deren Kompetenzen an VIAC übertragen.
Das VIAC erhielt Anfang Juli, als erst zweite internationale Schiedsinstitution den Status einer „permanenten Schiedsinstitution“ in der Russischen Föderation. Bisher hatte diesen Status nur das „Hong Kong International Arbitration Centre“ inne.

## Organisation (Stand 2020)
Das Sekretariat wird von der Generalsekretärin Alice Fremuth-Wolf und ihrer Stellvertreterin Elisabeth Vanas-Metzler geleitet. Beide sind in fachlichen Angelegenheiten innerhalb der Kammerorganisation weisungsfrei gestellt. Das Sekretariat unterstützt und leitet die Parteien und Schiedsrichter bei der Durchführung des Schiedsverfahrens an.
Das Präsidium besteht aus 15 Mitgliedern, einem Ehrenpräsidenten und einem Ehrenmitglied. Das Präsidium bestimmt aus seinen Reihen einen Präsidenten (Günther J. Horvath) und zwei Vize-Präsidenten (Nikolaus Pitkowitz und Franz T. Schwarz).
Der Nationale Beirat besteht aus 21 österreichischen Schiedsexperten, die zur Förderung und Verbreitung der Schiedsgerichtsbarkeit auf nationaler Ebene beitragen.
Der Internationale Beirat besteht aus 30 internationalen Schiedsexperten, die dem Präsidium beratend zur Seite stehen.
Der Mediationsbeirat besteht aus 15 Mediationsexperten, die sich die Förderung der Mediation vor allem in Österreich zur Aufgabe machen und regelmäßig nationale und internationale Mediationsthemen austauschen und diskutieren.

## Regeln
Das VIAC ist dann für die Administration von Streitigkeiten zuständig, wenn die Parteien die Schiedsordnung des VIAC („Wiener Regeln“), die Mediationsordnung des VIAC („Wiener Mediationsregeln“) oder sonst die Zuständigkeit des VIAC vereinbart haben. Eine solche Vereinbarung kann entweder Teil des Vertrags über den Streitgegenstand sein oder auch nach dem Entstehen der Streitigkeit getroffen werden.
Am 1. Jänner 2018 trat eine neue Fassung der VIAC Schieds- und Mediationsordnung in Kraft („Wiener Regeln und Wiener Mediationsregeln 2018“ [WR und WMR]). Die Fassung wurde am 29. November 2017 vom Erweiterten Präsidium der WKÖ genehmigt. Sie ist für alle Verfahren anwendbar, die nach dem 31. Dezember 2017 eingeleitet wurden bzw. noch eingeleitet werden.
Die VIAC Schieds- und Mediationsordnung 2018 besteht nunmehr aus drei Teilen: Schiedsordnung (Teil I), Mediationsordnung (Teil II) und Anhänge (Teil III). Schiedsordnung und Mediationsordnung stehen einander gleichwertig gegenüber.
Am 1. Juli 2021 traten neue Regeln für Investitionsschiedsverfahren in Kraft (Wiener Regeln für Investitionsverfahren (WRIV)). Dies ist die erste europäische Investitionsschiedsordnung.